# 이와사다 유타
이와사다 유타(일본어: 岩貞 祐太, 1991년 9월 5일 ~ )는 일본의 프로 야구 선수이며, 현재 센트럴 리그인 한신 타이거스의 소속 선수(투수)이다. 구마모토현 구마모토시 히가시구 출신이다.

## 인물

### 프로 입단 전
구마모토 현립 와카바 소학교 4학년 때 와카바 리틀 클럽에서 외야수로 야구를 시작하여 6학년 때 전국대회 4강에 올랐다. 구마모토 현립 히쓰요칸 고등학교에서는 1학년 가을부터 1루수 겸 투수로 벤치에 들어갔다. 3학년 여름 대회에서 구마모토 현 지방 대회 준결승에서 패배하며 고시엔에는 출전하지 못했다. 요코하마 상과대학에서는 1학년 봄부터 벤치에 들어가 2학년 때 일본 대표로 미일 대학 야구 선수권 대회에 출전했다. 4학년 때인 2013년 추계 가나가와 대학 리그에서 6승을 거두며 최우수 투수상과 베스트 나인을 차지했다.
2013년 드래프트 회의에서는 한신 타이거스. 홋카이도 닛폰햄 파이터스의 2개 구단에서 1순위로 지명을 받아 추첨 결과 한신이 교섭권을 획득했다. 이후 11월 10일에 계약금 1억엔에 성과금 5,000만 엔, 연봉 1,500만 엔에 가계약을 맺었다. 등번호는 17번으로 결정되었다.

## 선수로서의 특징
좌완으로 최고 구속 148 km/h가 나오는 속구와 130km대의 커터를 이용해 몸쪽에 날카롭게 붙이는 투구가 주무기이며, 슬라이더와 커브, 체인지업을 던진다.

## 상세 정보

### 출신 학교
- 구마모토 현립 히쓰유칸 고등학교
- 요코하마 상과대학

### 선수 경력
- 한신 타이거스(2014년 ~ )

### 수상·타이틀 경력
- 월간 MVP : 1회(2016년 9월) ※투수 부문

### 개인 기록

#### 첫 기록(투수)
- 첫 등판·첫 선발 등판 : 2014년 8월 10일, 대 히로시마 도요 카프 16차전(교세라 돔 오사카), 4이닝 4실점(3자책점)에서 패전 투수
- 첫 탈삼진 : 상동, 1회초에 브래드 엘드레드로부터 헛스윙 삼진
- 첫 승리·첫 선발 승리 : 2014년 8월 17일, 대 요코하마 DeNA 베이스타스 16차전(요코하마 스타디움), 5와 2/3이닝 2실점
- 첫 완투·첫 완봉 승리 : 2016년 5월 27일, 대 요미우리 자이언츠 8차전(도쿄 돔)
- 첫 홀드 : 2020년 9월 1일, 대 도쿄 야쿠르트 스왈로스 13차전(한신 고시엔 구장), 1이닝 무실점

#### 첫 기록(타격)
- 첫 안타 : 2016년 4월 2일, 대 요코하마 DeNA 베이스타스 2차전(요코하마 스타디움), 7회초에 구보 야스토모로부터 중전 안타
- 첫 타점 : 2016년 9월 11일, 대 도쿄 야쿠르트 스왈로스 24차전(메이지 진구 야구장), 6회초에 무라나카 교헤이로부터 좌전 적시타

#### 기타
- 올스타전 출장 : 2회(2016년, 2018년)

### 등번호
- 17(2014년 ~ 2022년)
  - 21(2018 미일 야구)
- 14(2023년 ~ )

### 연도별 투수 성적
| 연 도       | 소 속       | 등 판 | 선 발 | 완 투 | 완 봉 | 무 4 구 | 승 리 | 패 전 | 세 이 브 | 홀 드 | 승 률 | 타 자 | 이 닝 | 피 안 타 | 피 홈 런 | 볼 넷 | 고 4 | 몸 맞 | 탈 삼 진 | 폭 투 | 보 크 | 실 점 | 자 책 점 | 평 자 책 | W H I P |
| ----------- | ----------- | ----- | ----- | ----- | ----- | ------- | ----- | ----- | -------- | ----- | ----- | ----- | ----- | -------- | -------- | ----- | ---- | ----- | -------- | ----- | ----- | ----- | -------- | -------- | ------- |
| 2014년      | 한신        | 6     | 6     | 0     | 0     | 0       | 1     | 4     | 0        | 0     | .200  | 127   | 29.1  | 24       | 2        | 15    | 0    | 0     | 21       | 0     | 0     | 18    | 15       | 4.60     | 1.33    |
| 2015년      | 한신        | 5     | 5     | 0     | 0     | 0       | 1     | 1     | 0        | 0     | .500  | 95    | 20.2  | 24       | 2        | 11    | 0    | 2     | 11       | 3     | 0     | 12    | 10       | 4.35     | 1.69    |
| 2016년      | 한신        | 25    | 25    | 2     | 2     | 0       | 10    | 9     | 0        | 0     | .526  | 644   | 158.1 | 119      | 10       | 55    | 2    | 3     | 156      | 6     | 0     | 56    | 51       | 2.90     | 1.10    |
| 2017년      | 한신        | 18    | 18    | 0     | 0     | 0       | 5     | 10    | 0        | 0     | .333  | 428   | 98.0  | 93       | 14       | 44    | 0    | 4     | 93       | 3     | 0     | 56    | 54       | 4.96     | 1.40    |
| 2018년      | 한신        | 23    | 23    | 1     | 0     | 0       | 7     | 10    | 0        | 0     | .412  | 554   | 132.0 | 128      | 18       | 32    | 0    | 1     | 122      | 1     | 0     | 56    | 51       | 3.48     | 1.21    |
| 2019년      | 한신        | 8     | 8     | 0     | 0     | 0       | 2     | 4     | 0        | 0     | .333  | 173   | 40.1  | 43       | 4        | 15    | 0    | 0     | 33       | 0     | 0     | 19    | 18       | 4.02     | 1.44    |
| 2020년      | 한신        | 38    | 8     | 0     | 0     | 0       | 7     | 3     | 0        | 8     | .700  | 298   | 71.0  | 67       | 7        | 23    | 1    | 0     | 63       | 3     | 0     | 32    | 26       | 3.30     | 1.27    |
| 2021년      | 한신        | 46    | 0     | 0     | 0     | 0       | 4     | 0     | 0        | 12    | 1.000 | 174   | 38.2  | 42       | 4        | 14    | 2    | 3     | 33       | 1     | 0     | 21    | 20       | 4.66     | 1.45    |
| 2022년      | 한신        | 53    | 0     | 0     | 0     | 0       | 2     | 1     | 0        | 11    | .667  | 176   | 42.0  | 34       | 1        | 12    | 1    | 2     | 38       | 1     | 0     | 16    | 12       | 2.57     | 1.10    |
| 2023년      | 한신        | 50    | 0     | 0     | 0     | 0       | 1     | 0     | 0        | 24    | 1.000 | 177   | 43.1  | 36       | 2        | 12    | 1    | 2     | 30       | 0     | 0     | 15    | 13       | 2.70     | 1.11    |
| 통산 : 10년 | 통산 : 10년 | 272   | 93    | 3     | 2     | 0       | 40    | 42    | 0        | 55    | .488  | 2846  | 673.2 | 610      | 64       | 233   | 7    | 17    | 600      | 18    | 0     | 301   | 270      | 3.61     | 1.25    |

- 2023년 시즌 종료 기준

### 연도별 수비 성적
| 연도 | 소속 | 투수  | 투수  | 투수  | 투수  | 투수  | 투수     |
| 연도 | 소속 | 경 기 | 척 살 | 보 살 | 실 책 | 병 살 | 수 비 율 |
| ---- | ---- | ----- | ----- | ----- | ----- | ----- | -------- |
| 2014 | 한신 | 6     | 2     | 5     | 0     | 0     | 1.000    |
| 2015 | 한신 | 5     | 0     | 2     | 0     | 0     | 1.000    |
| 2016 | 한신 | 25    | 7     | 27    | 1     | 2     | .971     |
| 2017 | 한신 | 18    | 4     | 19    | 1     | 0     | .958     |
| 2018 | 한신 | 23    | 10    | 23    | 2     | 2     | .943     |
| 2019 | 한신 | 8     | 1     | 7     | 0     | 0     | 1.000    |
| 2020 | 한신 | 38    | 4     | 11    | 2     | 1     | .882     |
| 2021 | 한신 | 46    | 2     | 10    | 0     | 0     | 1.000    |
| 2022 | 한신 | 53    | 2     | 8     | 1     | 0     | .909     |
| 2023 | 한신 | 50    | 1     | 8     | 1     | 0     | .900     |
| 통산 | 통산 | 272   | 33    | 120   | 8     | 5     | .950     |

- 2023년 시즌 종료 기준